# Malling (Francia)
Malling è un comune francese di 549 abitanti situato nel dipartimento della Mosella nella regione del Grand Est. Attualmente il sindaco del comune di Malling è Yves Varnier

## Società

### Evoluzione demografica
Abitanti censiti